# Портрет Гелени Моджеєвської
«Портрет Гелени Моджеєвської» (пол. Portret Heleny Modrzejewskiej), також відома як «Портрет пані Моджеєвської» (пол. Portret p. Modrzejewskiej), «Портрет драматичної артистки Гелени Моджеєвської» (пол. Portret artystki dramatycznej Heleny Modrzejewskiej) — картина польського художника Тадеуша Айдукевича, перший з трьох його портретів із зображенням Гелени Моджеєвської. За словами доктора Аґати Вуйцик, дослідниці живопису ХІХ століття та рубежу століть, це один з найвідоміших портретів в історії польського живопису ХІХ століття.

## Обставини походження
Ідея написання портрета Гелени Моджеєвської, однієї з найвідоміших польських актрис початку 20 століття, пов'язана з балом, що відбувся в Суконних рядах 5 жовтня 1879 року. Бал був одним із заходів на честь 50-річчя літературної діяльності Юзефа Ігнація Крашевського.
Бал у Суконній залі відбувся одразу після вистави в Муніципальному театрі, де була поставлена п'єса Крашевського «Мід Каштелянський». Одну з головних ролей у виставі зіграла Гелена Моджеєвська; це був її перший виступ після приїзду в країну з Америки. Після вистави Моджеєвська відвідала бал, де справила велике враження своєю прекрасною сукнею, а також була обрана другою королевою балу (першою була Зузанна Чарторийська).
Виручені кошти від балу були спрямовані на спорудження пам'ятника Адаму Міцкевичу в Кракові. Під час заходу також обговорювалося створення Національного музею в Суконних рядах. Деякі художники заявили, що подарують свої картини споруджуваній установі, в тому числі Тадеуш Айдукевич, який вирішив написати портрет Моджеєвської та подарувати його запланованому музею.

## Створення портрета
Цілком ймовірно, можна припустити, що актриса сама вибрала сукню, в якій хотіла бути зображеною, і сама придумала позу. Сукня асоціювалася з роллю Джульєтти, яку Моджеєвська особливо любила. Поза стоячи, з книгою в лівій руці, з'являється на серії фотографій актриси, зроблених у Кракові в 1879 році, і також асоціюється з роллю Джульєтти.
Айдукевич підготував ескізи до картини в Суконній залі, а актриса позувала в перервах між репетиціями театру. У зв'язку з від'їздом Моджеєвської до Львова портрет, ймовірно, був написаний без актриси, на основі ескізів та її фотографій. Картина була завершена у Варшаві, під час перебування Айдукевича в палаці Красінських, і не виключено, що актриса, яка в той час перебувала в столиці, також позувала йому.
Картина була подарована Айдукевичем до колекції Національного музею в Кракові в 1883 році, в день його відкриття.

## Опис
Актриса зображена в білій атласній сукні, прикрашеній золотими аплікаціями. Сукня є сценічним костюмом, який Моджеєвська одягала, граючи Джульєтту та Барбару Радзивіллову. Сукня була пошита для актриси у 1870 році для вистави «Ромео і Джульєтта» у Великому театрі у Варшаві. Можливо, він був пошитий за власним ескізом Моджеєвської. Це був один з небагатьох костюмів, які актриса взяла з собою до Америки, а згодом використовувала під час виступів у Львові, Варшаві, Лондоні та інших містах.
На картині Моджеєвська тримає в лівій руці відкриту книгу, а правою притримує сукню. Поруч з нею стоїть собака. Ліворуч від актриси — стілець, на якому стоїть букет і віяло. Тло утворюють гобелени. Предмети навколо актриси зображені в коричневих та оливкових тонах, на тлі яких виділяється бліда постать Моджеєвської.

## Сприйняття
Картина була прихильно сприйнята мистецькою спільнотою. Підкреслювалося, що Айдукевичу вдалося передати риси та індивідуальність акторки, а ідея створення картини «була однією з найщасливіших» (Юліуш Мін у статті 1879 року). Також були високо оцінені колорит картини та ретельно пророблені деталі. Схвальні оцінки з'явилися також у статтях, опублікованих у «Biesiada Literacka» та «Kurier Warszawski». Були й протилежні думки: «Przegląd Tygodniowy» вважав роботу Айдукевича незграбною, а пропорції фігур неправильними; Генрик Струве натомість вважав, що картина технічно правильна, але не відображає великої особистості Моджеєвської.
На думку Генрика Сенкевича, який добре знав актрису, це портрет «справжньої» Гелени, який добре відображає її особистість.